# Equipo Hoyt

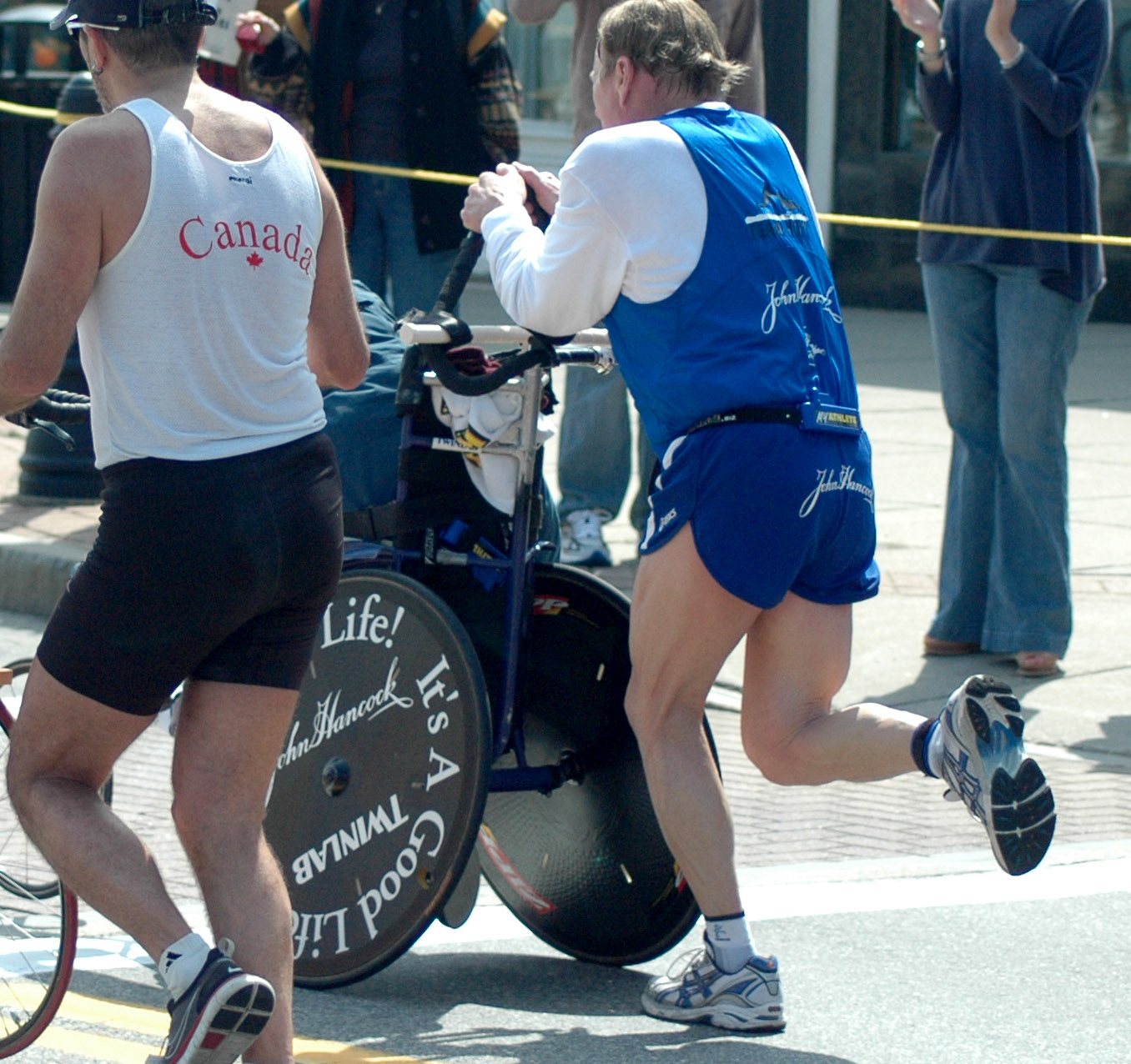
El Equipo Hoyt en la Maratón de Boston 2008, cerca del punto medio en Wellesley.

El Equipo Hoyt estaba formado por un padre, Dick Hoyt, (1 de junio de 1940-17 de marzo de 2021) y su hijo Rick Hoyt, (Massachusetts, 10 de enero de 1962 - 22 de mayo de 2023) que competían juntos en maratones, triatlones y otros desafíos físicos. Rick tiene una discapacidad adquirida al momento de nacer por falta de oxígeno a su cerebro ya que su cordón umbilical se enredó alrededor de su cuello lo que le originó una parálisis cerebral. Dick lo lleva en una silla especial acoplada al frente de su bicicleta, lo arrastra en un bote especial cuando ellos nadan y lo que hace es empujar  en una silla de ruedas adaptada cuando ellos corren. 

## Biografía
Gracias a sus padres, que ignoraron el diagnóstico de los médicos que indicaron que él se mantendría en un estado vegetal persistente y a los ingenieros de la Universidad Tufts, que reconocieron que su sentido del humor indicaba inteligencia, a la edad de 12, Rick fue capaz de aprender a usar una computadora especial para comunicarse, usando movimientos de su cabeza. Las primeras palabras que él logró escribir fueron "Vamos Bruins!", en ese momento la familia comprendió que era un fanático de los deportes.
Ellos entraron a su primera carrera en 1977, una carrera benéfica de 5 millas para un jugador de lacrosse lesionado que fue compañero de escuela de Rick.
Dick es un teniente coronel retirado de las Fuerzas Armadas de los Estados Unidos en la Guardia Nacional Aérea. Rick logró un Grado académico de la Universidad de Boston en Educación especial y ahora trabaja en el Colegio de Boston. Ellos continúan compitiendo en carreras y además, son Oradores motivacionales.
Hasta junio del 2005, el Equipo Hoyt participó en un total de 911 eventos, incluyendo 206 Triatlones (6 de los cuales fueron competiciones Ironman), 20 Duatlones y 64 Maratones, incluyendo 24 Maratones de Boston consecutivas. Ellos además han manejado bicicleta y corrido a lo largo de los Estados Unidos en 1992, una jornada de 3735 millas que les tomo 45 días.
Durante los últimos 35 años, Dick, de 72 años, ha empujado y tirado de su hijo por todo el país, pasando por cientos de líneas de meta. Cuando Dick corre, Rick está en una silla de ruedas que Dick va empujando. Cuando Dick va en bicicleta, Rick están en un asiento especial sujeto al frente de la misma. Cuando Dick nada, Rick está en una pequeña pero pesada balsa, estabilizada firmemente, que es empujada por Dick.
Cuando nació Rick, en 1962, el cordón umbilical se enrolló alrededor de su cuello y cortó el flujo de oxígeno a su cerebro. A Dick y a su esposa, Judy, se les dijo que no había esperanza de que su hijo se desarrollara. 
“Ha sido una historia de esfuerzo desde que nació”, me dijo Dick. “Cuando tenía 8 meses, los doctores nos dijeron que deberíamos sacrificarlo, que estaría en estado vegetal toda su vida, ese tipo de cosas. Bueno, esos doctores ya no están vivos ahora, me gustaría que pudieran ver a Rick ahora”. 
La pareja llevó a su hijo a casa con la determinación de criarlo de la manera más “normal” posible. En cinco años, Rick tuvo dos hermanos menores, y los Hoyt estaban convencidos de que Rick era tan inteligente como sus hermanos. Dick recuerda su lucha para hacer que las autoridades de la escuela local lo entendieran: “Como no podía hablar, pensaron que no sería capaz de entender, pero eso no era cierto”. Estos padres dedicados le enseñaron a Rick el alfabeto. “Siempre quisimos incluir a Rick en todo, por eso quisimos que vaya a la escuela pública”.
Un grupo de ingenieros de la universidad de Tufts llegaron al rescate, una vez que vieron algunas pruebas claras de las habilidades de comprensión de Rick. “Le contaron un chiste, y Rick se mató de la risa” cuenta Dick, “Ellos entendieron que podía comunicarse!”. Los ingenieros entonces iniciaron la construcción de una computadora interactiva que le permitiría a Rick escribir sus pensamientos usando los ligeros movimientos de su cabeza que podía dominar (para esto utilizaron US$5000 que la familia logró juntar en 1972). Un cursor se movía por una pantalla llena de filas de letras, y cuando el cursor alumbraba la letra que Rick quería, el apretaba un switch con la parte lateral de su cabeza
Cuando trajeron la computadora por primera vez a casa, Rick sorprendió a su familia con su primera “palabra hablada”. Ellos esperaban un “Hola Papá” u “Hola mamá”, pero Rick escribió “Vamos Bruins!” Los Boston Bruins estaban en las finales de la Copa Stanley esa temporada, y la familia se dio cuenta de que él había estado siguiendo los juegos de hockey al igual que el resto. “Así aprendimos que a Rick le gustaban los deportes”, cuenta Dick.
En 1975, Rick fue finalmente admitido en una escuela pública. Dos años después, le dijo a su padre que quería participar en una carrera benéfica de 5 millas para un jugador de lacross local que se había quedado paralítico en un accidente. Dick, quien definitivamente no era un corredor de distancias, aceptó empujar a Rick en su silla de ruedas. Terminaron al lado del último, pero sintieron que habían logrado un triunfo. Esa noche, Dick recuerda: “Rick nos dijo que no se había sentido como un discapacitado mientras competía”. 
Este descubrimiento de Rick se transformó en un nuevo horizonte abierto para él y su familia, y así el “Equipo Hoyt” empezó a competir en más y más eventos. Rick me habló sobre el proceso de transformación utilizando su ya familiar, pero dolorosa, técnica de seleccionar letras del alfabeto
“Lo que quiero decir cuando digo que no me siento discapacitado cuando compito es que soy como cualquier otro atleta, y creo que muchos otros atletas se sienten de la misma manera. Al inicio nadie me hablaba. Sin embargo, después de unas cuantas carreras, algunos atletas se me acercaban y empezaban a hablarme. Durante los primeros días, un corredor, Pete Wisnewski, hacía una apuesta conmigo en cada carrera sobre quien de los dos ganaría. El perdedor colgaría el número del ganador en su cuarto hasta la siguiente carrera. Ahora muchos atletas se me acercan antes de las carreras o triatlones para desearme suerte”
Es difícil imaginar la resistencia que encontraron los Hoyt al inicio, pero la actitud cambió cuando entraron a la Maratón de Boston en 1981, y terminaron en el primer cuarto del campo. “Nadie quería a Rick en una carrera de caminos. Todos nos miraban, nadie nos hablaba, nadie quería tener nada que ver con nosotros. Pero no los culpaba, la gente normalmente no está educada, y nunca habían visto nadie como nosotros. Sin embargo, con el paso del tiempo, se dieron cuenta de que era una persona como cualquier otra. Además, él tiene un gran sentido del humor.” 
Después de 4 años de maratones, el equipo Hoyt intentó su primer triatlón, por lo que Dick tuvo que aprender a nadar. “Me hundí como piedra al inicio”, recuerda Dick sonriendo, “y no me había subido a una bicicleta desde que tenía 6 años.” 
Con una bicicleta adaptada para cargar a Rick en el frente, y un bote atado a la cintura de Dick mientras nadaba, los Hoyt llegaron segundos – en la competición que se llevó a cabo el día del Padre en 1985. “Ese fue mi regalo de Día del Padre de Rick”, dice Dick 
Desde esos días continúan compitiendo, en casa y en el extranjero. Generalmente tratan de mejorar sus tiempos de llegada. “Rick es el que me inspira y motiva por la manera en que ama competir y los deportes”. 
Rick contesta diciendo: “Mi padre es mi modelo a seguir. Una vez que se decide a hacer algo, hace lo posible por lograrlo, no importa que sea. Por ejemplo, cuando decidimos participar en un triatlón, papá entrenó, hasta 5 horas al día, 5 veces a la semana, incluso cuando estaba trabajando”. 
Claro que no todos los obstáculos han desaparecido para los Hoyt. A Dick aún le “molesta” cuando la gente se incomoda porque Rick no puede controlar completamente su lengua cuando come. “En los restaurantes, mayormente la gente mayor, se retiran cuando ven la comida de Rick salir por su boca, o se cambian de mesa. Pero debo decir que ese tipo de intolerancia está siendo vencida gradualmente”. 
Otros logros de Dick, además de los deportivos, incluyen su ingreso a la Universidad de Boston, de donde se graduó en 1993 con un grado en educación especial. A eso le siguió, unas semanas después, el ingreso a otra maratón en Boston. “El día de la maratón de Boston, en el camino había gente con letreros que decían: ¡¡¡Felicidades por tu graduación!!!”
Dick obtuvo algo más de todo esto también. Hace 2 años sufrió un ataque al corazón, no muy severo, durante una carrera. Los médicos encontraron que una de sus arterias estaba 95% obstruida. 
“Si no hubieras estado en tan excelente forma,” le dijo uno de los Médicos que lo atendía, “probablemente hubieras muerto hace 15 años.” Entonces, de alguna manera, Dick y Rick se salvaron uno al otro. 
Rick, quien tiene su propio apartamento, y trabaja en Boston, y Dick, retirado y que vive en Holland, Mass., siempre encuentran la manera de encontrarse y estar juntos. Dan charlas y conferencias por todo el país y compiten en una que otra carrera los fines de semana, incluyendo por supuesto, este día del padre. 
Esa noche, Rick obsequió a su padre en la cena, pero lo que realmente quería darle era un regalo que nunca podría comprar. La cosa que más deseo en el mundo es que mi padre se siente en mi silla y que yo lo empuje aunque sea una vez…”
Esto nos demuestra que Rick a pesar de sus problemas, no se rindió nunca por su discapacidad a la hora de cumplir su sueño deportivo y los padres de Rick tampoco se dieron por vencidos y no cogieron la opción de sacrificar a una persona que ojalá sea conocida en todo el mundo por su persistencia y esfuerzo personal y sea un ejemplo a seguir de muchas personas.

## Fallecimientos
Dick Hoyt, conocido por su dedicación y espíritu inspirador, falleció el 17 de marzo de 2021 mientras descansaba. Lamentablemente, el 22 de mayo de 2023, Rick Hoyt también falleció debido a complicaciones en su sistema respiratorio.